# Сушко, Роман Васильевич
Рома́н Васи́льевич Сушко́ (укр. Роман Васильович Сушко; 13 августа 1950, Болеховцы, Дрогобычская область — 26 января 2017, Киев) — украинский государственный и политический деятель, заместитель председателя Народного Руха Украины.

## Биография
В 1971 году окончил Львовский политехнический институт по специальности химик-технолог.
В 1971—1972 годах работал рабочим химико-металлургического комбината в Калуше, а в 1972—1977 годах занимал должности инженера, начальника установок, руководителя производственно-технического отдела опытного завода Института химии поверхности АН УССР (Калуш).
В 1973—1976 годах учился в аспирантуре Института физической химии АН Украинской ССР, в 1982 году защитил кандидатскую диссертацию на соискание ученой степени кандидата  химических наук «Синтез высокодисперсных оксидов кремния и титана».
В 1977—1990 годах — главный инженер опытного завода Института химии поверхности АН УССР.
В 1990—1998 и 2002—2006 годах — городской голова Калуша.
В 1994—1998 годах депутат Калушского городского совета. В 1996—1998 годах — член Конгресса местных и региональных властей Совета Европы.
В 1994—1998 и 2006—2010 годах избирался депутатом Ивано-Франковского областного совета.
В 1995 году получил второе высшее образование на юридическом факультете Львовского государственного университета.
В 1998—1999 годах — заместитель городского председателя Ивано-Франковска.
С 2006 года является помощником-консультантом народного депутата Украины.

## Научная работа
Являлся автором более 30 научных трудов и 70 изобретений. С 1999 по 2001 год возглавлял областную организацию «Украинского химического общества».

## Общественно-политическая деятельность
С ноября 1989 года — член Народного Руха Украины
С 1998 года — заместитель председателя Ивано-Франковской Краевой организации НРУ, член Центрального Провода НРУ.
В 2000—2002 годах являлся координатором проекта Ассоциации городов Украины.
В 2009 году был избран заместителем председателя Народного Руха Украины.

## Награды и премии
- премия Ленинского комсомола (1984) — за работу «Разработка и внедрение технологии интенсивного производства пищевых напитков на основе использования нового препарата коллоидного кремнезёма»
- Государственная премия Украины в области науки и техники (1992) — за работу «Разработка и внедрение технологии интенсивного производства пищевых напитков на основе использования нового препарата коллоидного кремнезёма»
- Заслуженный работник промышленности Украины (2005)

## Семья
Женат, имеет трех дочерей.